# Burning Man

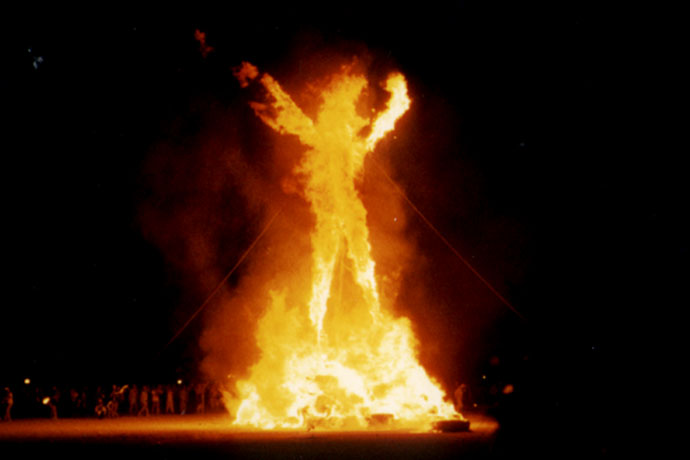
Il nome del festival deriva dal rituale del sabato notte, quando viene bruciato un fantoccio di legno.

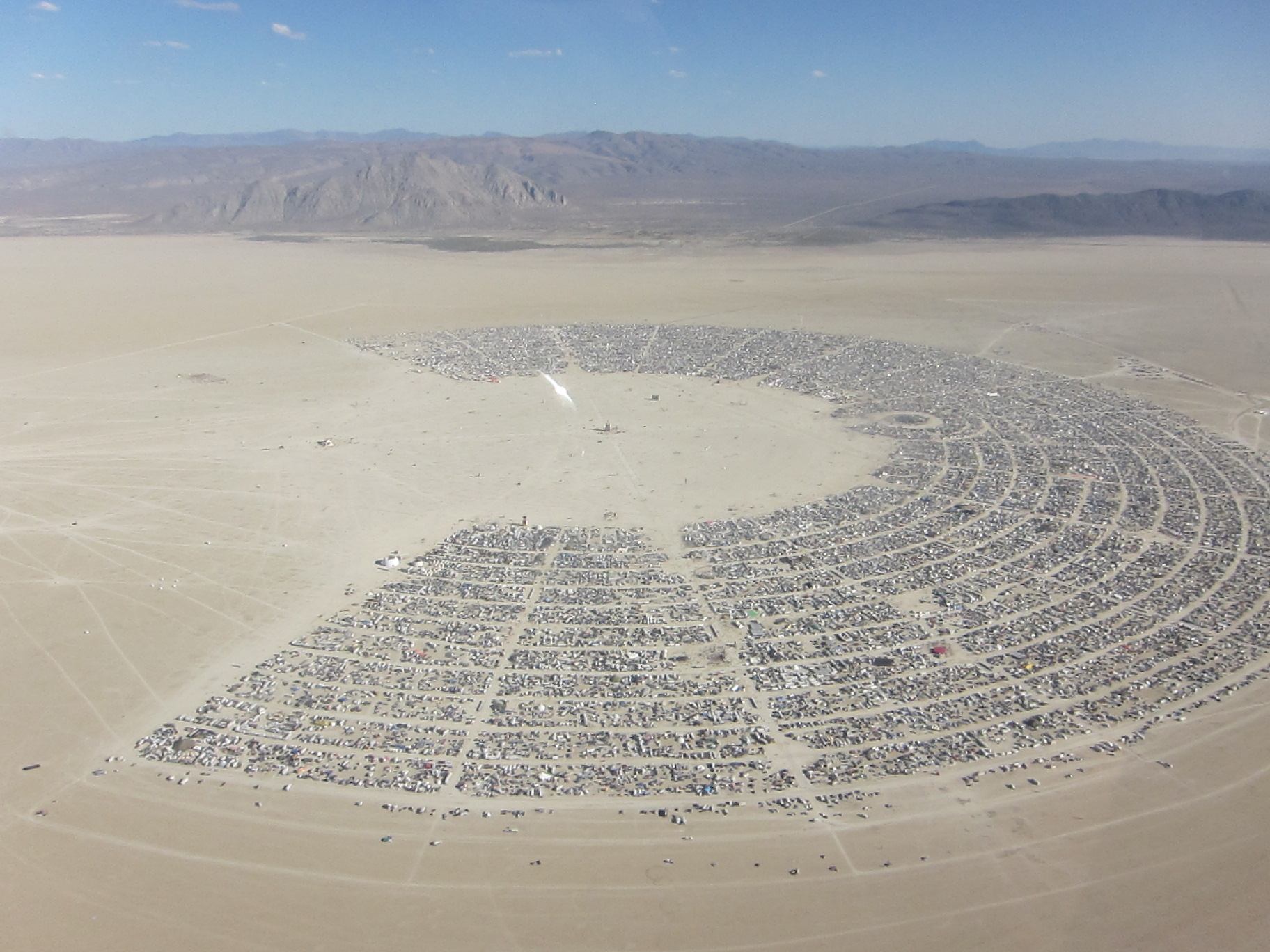
Veduta aerea della città temporanea di Black Rock City.

Il Burning Man è un festival di otto giorni che si svolge ogni anno dal 1991 (dal 1986 al 1990 fu svolto a Baker Beach, San Francisco) a Black Rock City, una città che vive solo alcuni giorni, sulla distesa salata (sabkha) del Deserto Black Rock nello Stato del Nevada, a 90 miglia (150 km) a nord-nord-est di Reno. Il festival si conclude con la festa americana del Labor Day, a settembre.
Il festival viene descritto dagli organizzatori come esperimento in comunità, radicale espressione di sé e radicale fiducia in sé. Il nome deriva dal rituale che consiste nell'incendiare un grande fantoccio di legno il sabato sera. Non ci sono concerti con grandi nomi e non ci sono esibizioni pubblicizzate. Ognuno dei partecipanti è libero di organizzare esibizioni, mostre d'arte, performance, workshop e giochi e segnalarli, oppure no,  all'organizzazione del festival.
Ogni partecipante deve portare attrezzatura da campeggio, generatori di elettricità, cibo e acqua per la propria sopravvivenza e le uniche cose in vendita nella città sono ghiaccio e caffè; il baratto e il dono sono le uniche forme ammesse di passaggio di proprietà di beni, cibo ed acqua. A Black Rock City inizialmente i cellulari non avevano campo, tuttavia in seguito all'installazione di nuovi ripetitori è diventato possibile connettersi, tanto che viene trasmessa una diretta streaming ufficiale dell'evento. Oltre a potersi verificare alcune tempeste di sabbia improvvise, di giorno le temperature superano i 40 °C e la notte possono abbassarsi di diverse decine di gradi, per questo motivo la maggior parte degli eventi si svolge dopo il tramonto. Mentre in passato non era vietato ma sconsigliato portare bambini, nella versione 2020 della Survival guide, esiste una sezione per bambini e famiglie: http://survival.burningman.org/kids-and-families/ Nel 2019 il biglietto base per partecipare al festival costava 425 dollari.
Tutte le macchine fotografiche e le videocamere devono essere registrate all'arrivo in città e chi ha intenzione di effettuare delle riprese o fare fotografie per scopi commerciali deve accordarsi preventivamente con l'organizzazione del festival. Non tutti gli eventi possono essere ripresi.
Il festival è organizzato da Black Rock City, LLC, fino al 2018 sotto la guida di uno dei fondatori, Larry Harvey, e altri cinque membri del comitato, di cui fanno parte Marian Goodell, Harley Dubois, Michael Mikel, Will Roger Peterson e Crimson Rose. Nel 2007 47.366 persone hanno partecipato al Burning Man Project, nel 2013 i partecipanti sono saliti a 68.000 (ad oggi limite massimo di partecipanti imposto dalle autorità) con un picco di 69.600 nell'ultima giornata. Nel 2014 a causa del maltempo che ha fatto saltare la prima giornata del festival ed a causa dei maggiori controlli sul numero dei partecipanti, essendo stati superati l'anno precedente, i partecipanti hanno raggiunto il picco massimo di 66.000 persone.

## Galleria d'immagini

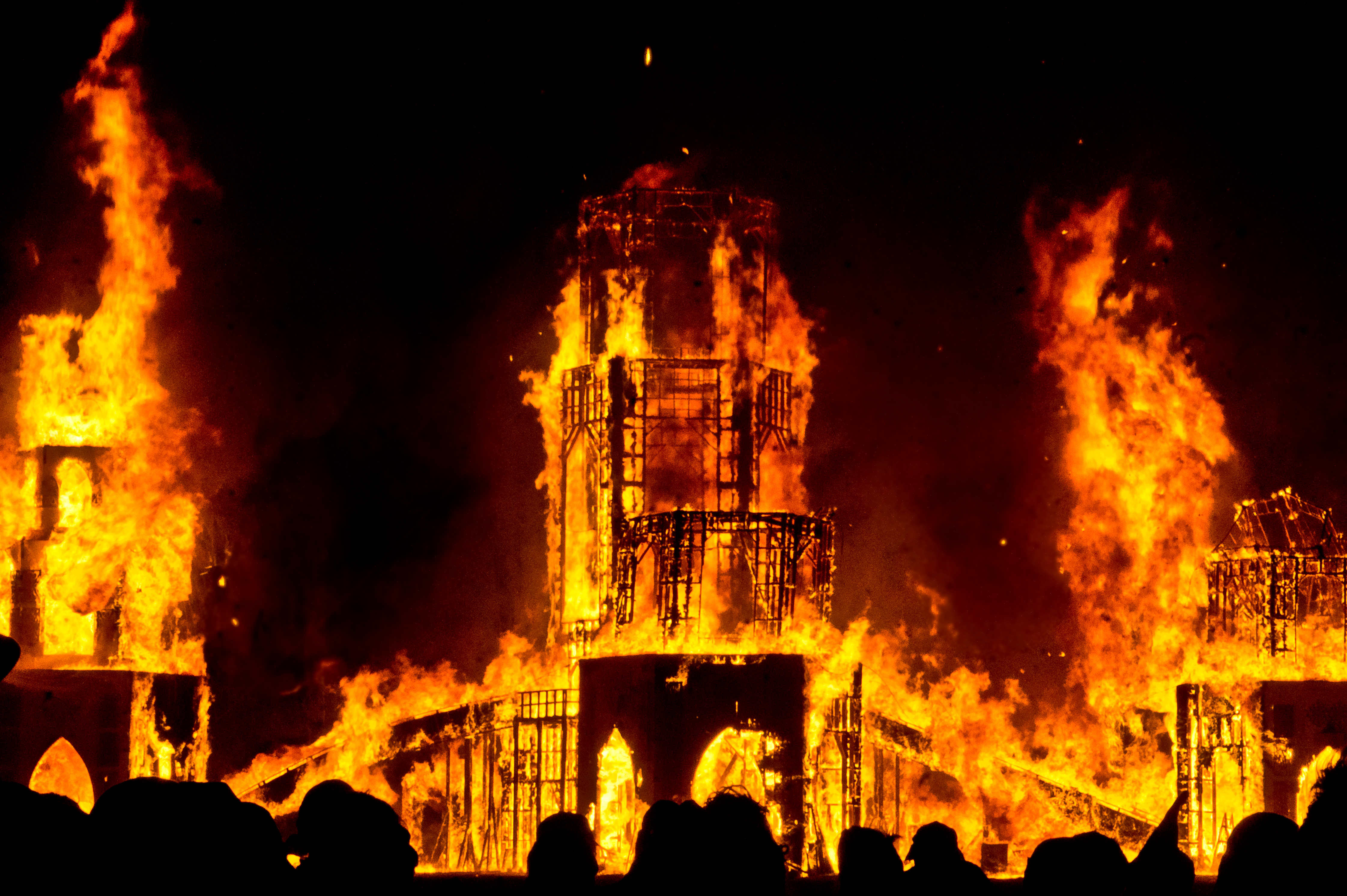
Ogni anno il  Tempio della Gioia viene distrutto dalle fiamme, nella foto quello del 2011
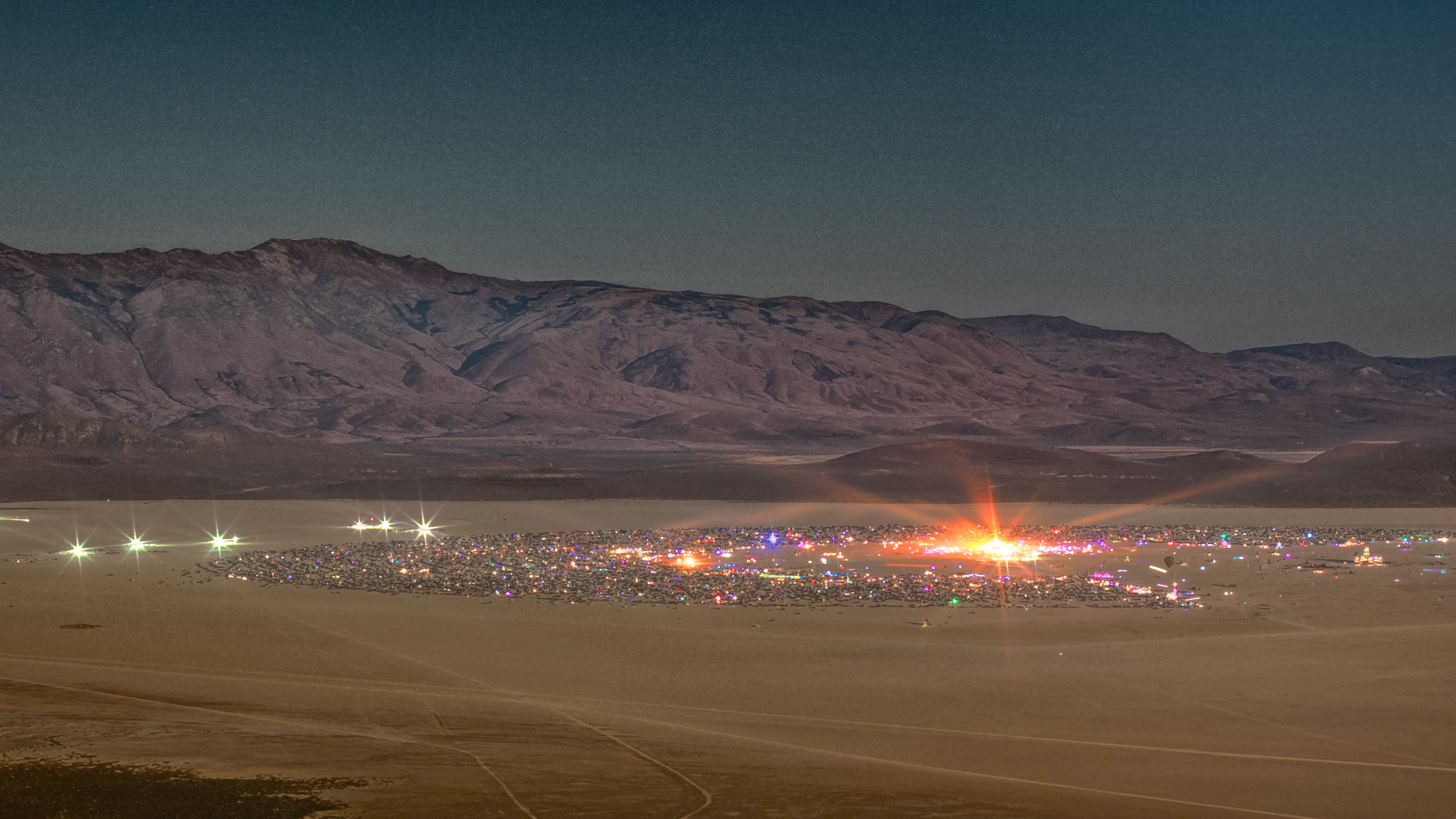
Veduta notturna della città mentre un Cavallo di Troia simbolico viene dato alle fiamme
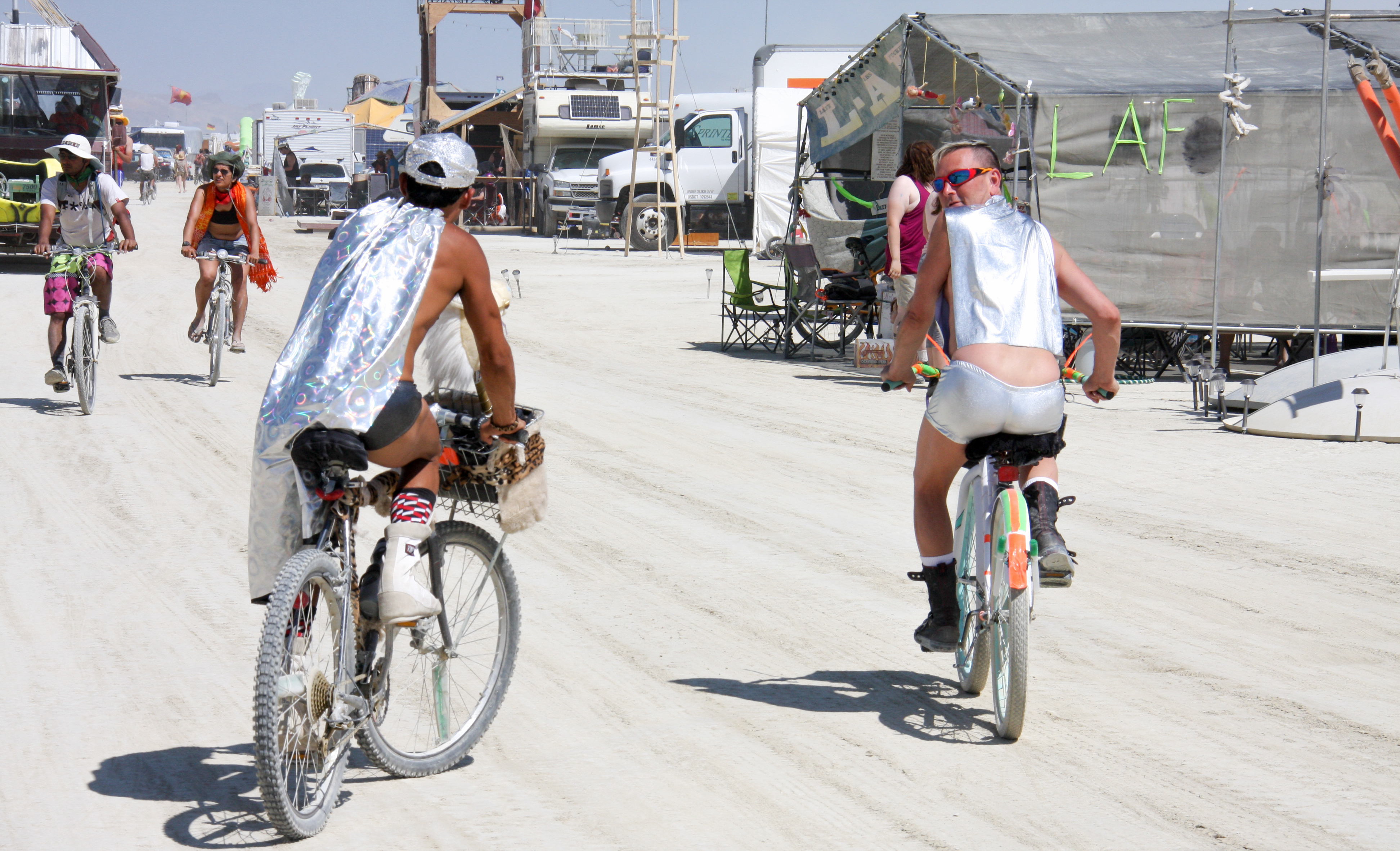
Una via di Black Rock City nel 2013
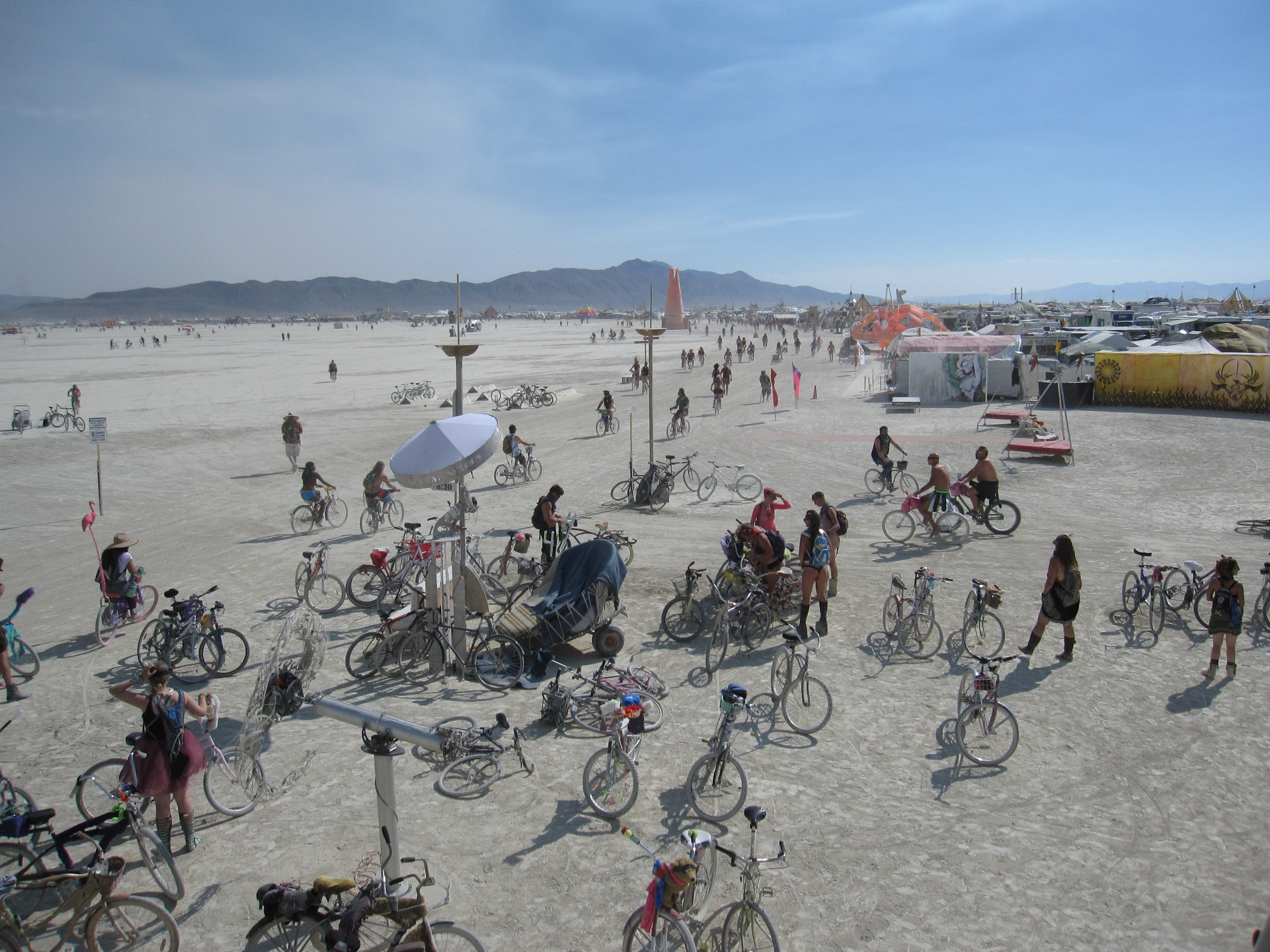
Il mezzo di trasporto più utilizzato è la bicicletta
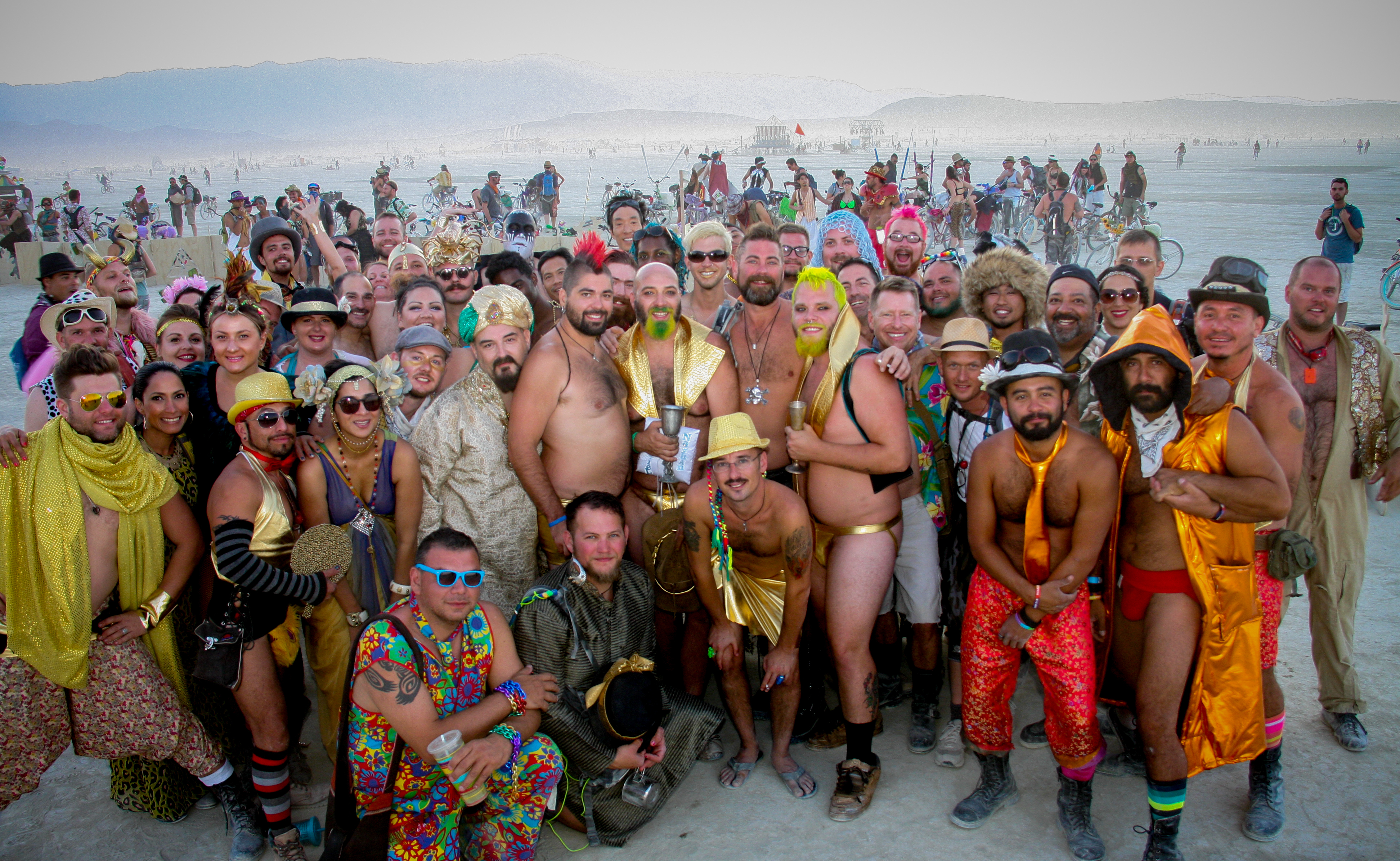
Tutti i partecipanti al festival realizzano dei vestiti appositi per l'occasione
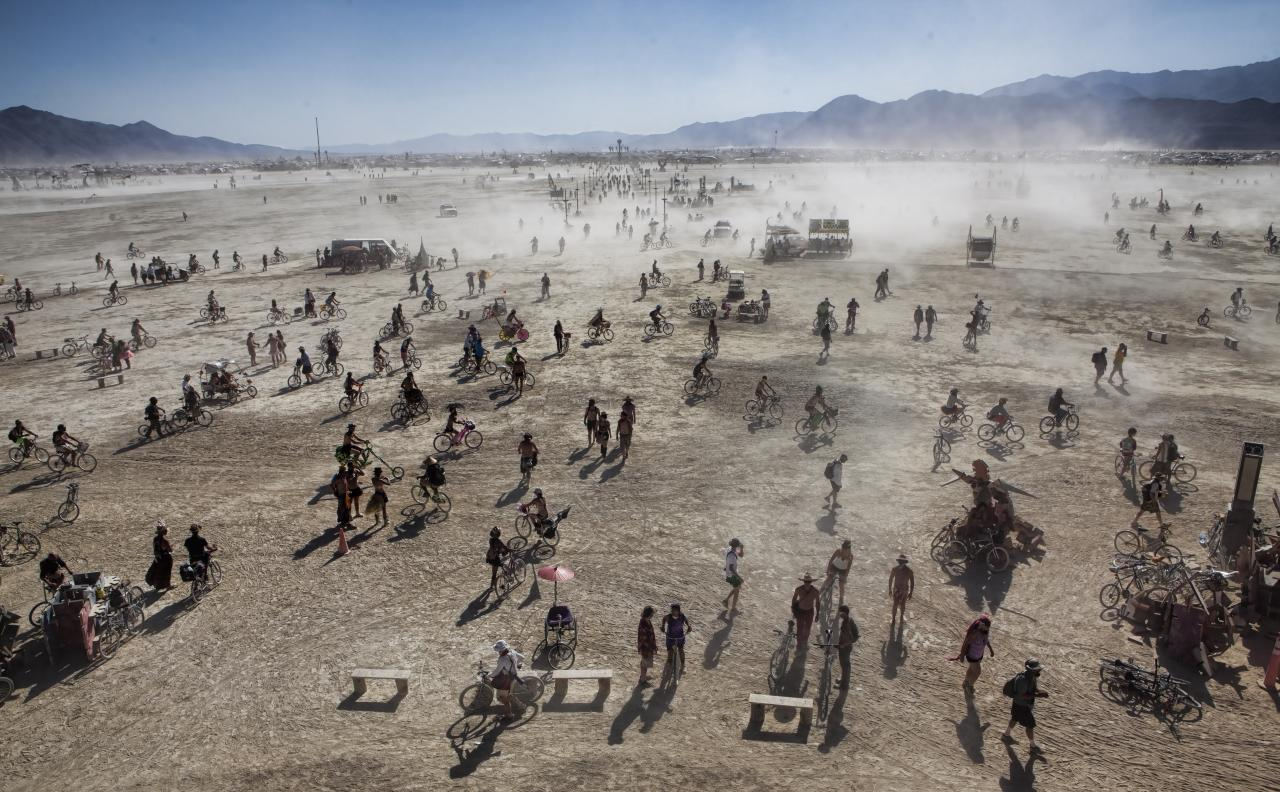
In qualsiasi momento possono verificarsi delle tempeste di sabbia
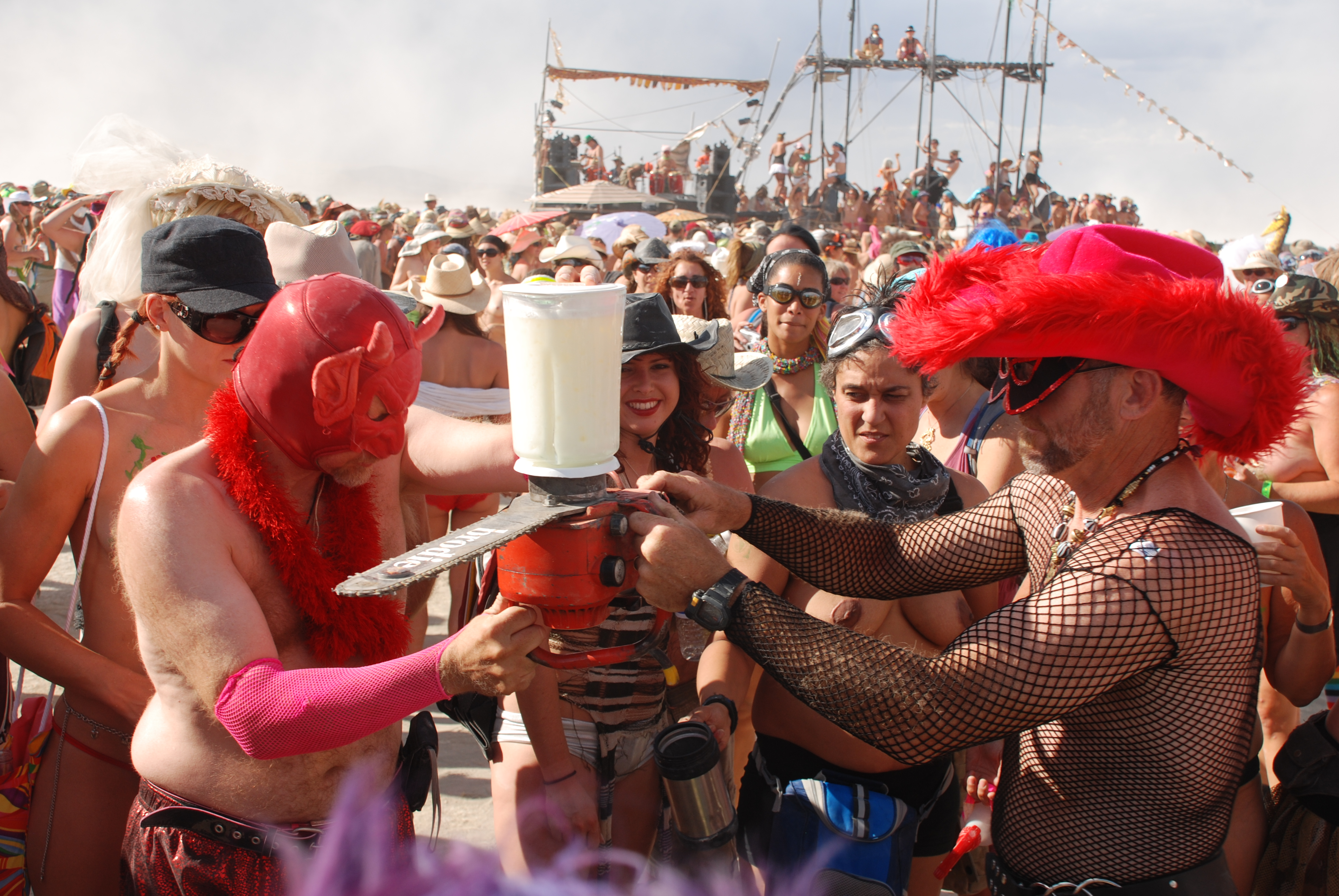
Immagine del Burning Man Festival nel 2007
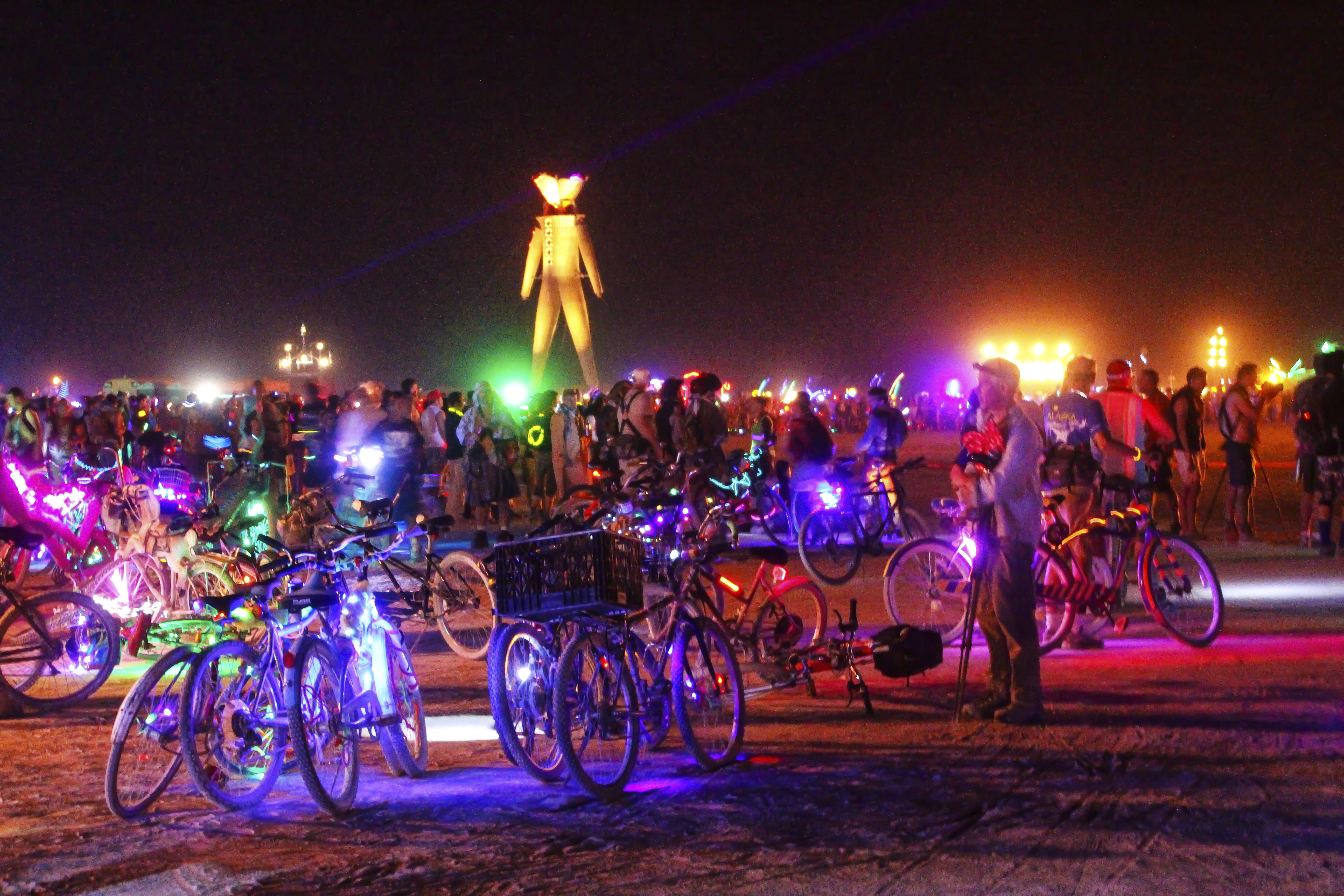
Il  Burning Man del 2014
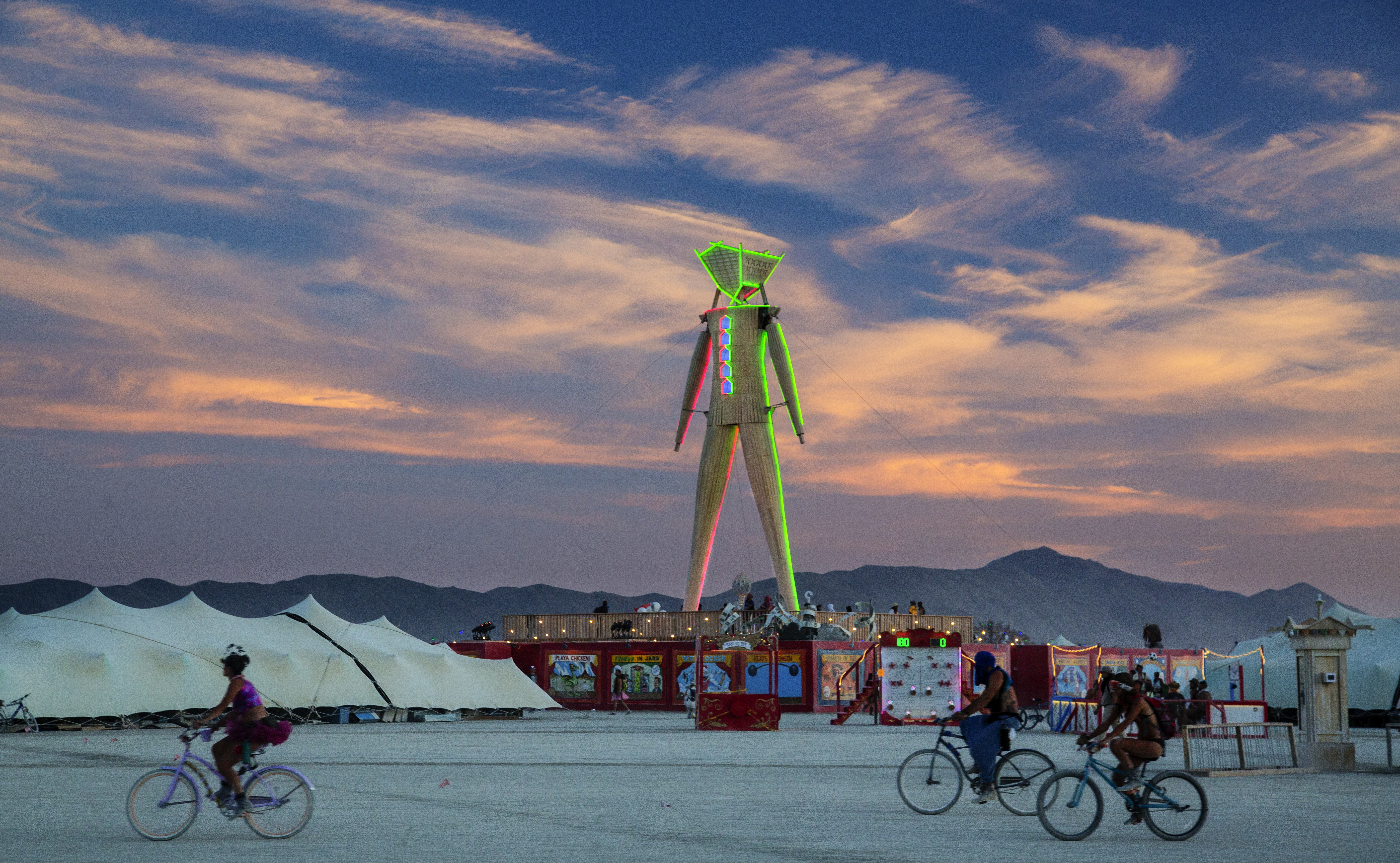
Il  Burning Man del 2015